# Adolph Frank
Adolph Frank (Klötze, 1834. január 29. – Charlottenburg, 1916. május 30.) német kémikus és mérnök. Nikodem Caro társaságában ő alkotta meg a Frank-Caro folyamatot.